# 拉米納山
70°32′S 68°45′W / 70.533°S 68.750°W
拉米納山（英語：Lamina Peak）是南極洲的山峰，位於亞歷山大一世島，毗鄰道格拉斯嶺南端，距離東岸8公里，海拔高度1,280米，現時受南極條約體系管理。